# 戊烯二酸
戊烯二酸是一种有机化合物，结构简式HO2CCH=CHCH2CO2H，属于不饱和二羧酸，常温常压下为无色固体，与赖氨酸代谢有关。
其有顺式和反式两种异构体，顺式体溶于水、乙醇和丙酮，微溶于乙醚，不溶于氯仿和苯，可从从乙醚中析出短棱柱状晶体。且可与醋酐在40°C下生成对应的酸酐，熔化后或在水中可变成反式体。
反式体溶于水、乙醇和乙醚，可从乙醚-苯中析出扁平针状晶体。不能与醋酐在40℃时下生成酸酐。
戊烯二酸可由β-羟基戊二酸二乙酯与二氯亚砜反应生成戊烯二酸二乙酯，然后进行酯水解得到。或者将乙酰丙酸溴化后得到二溴代物，随后用碳酸钾处理得到。